# Motorola 6809

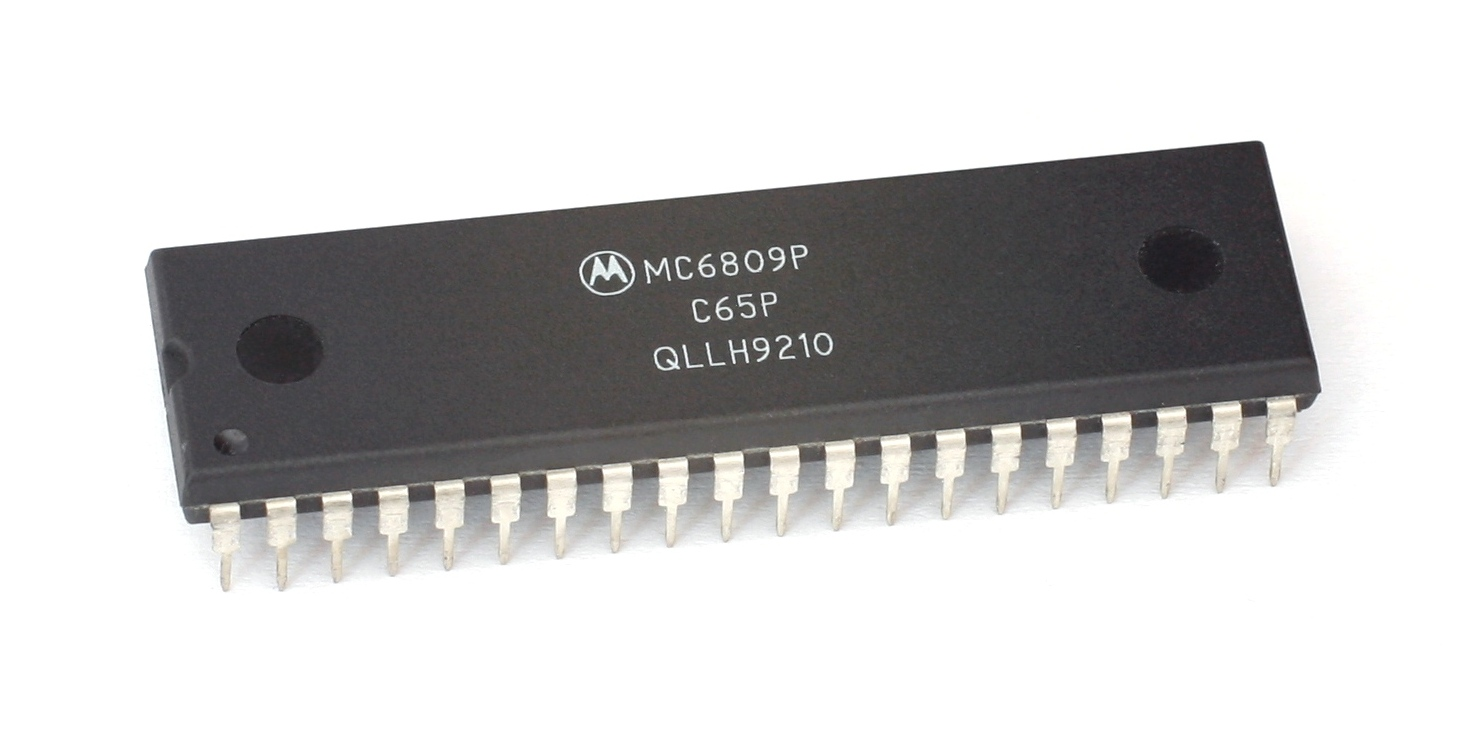
Mikroprocesor Motorola 6809

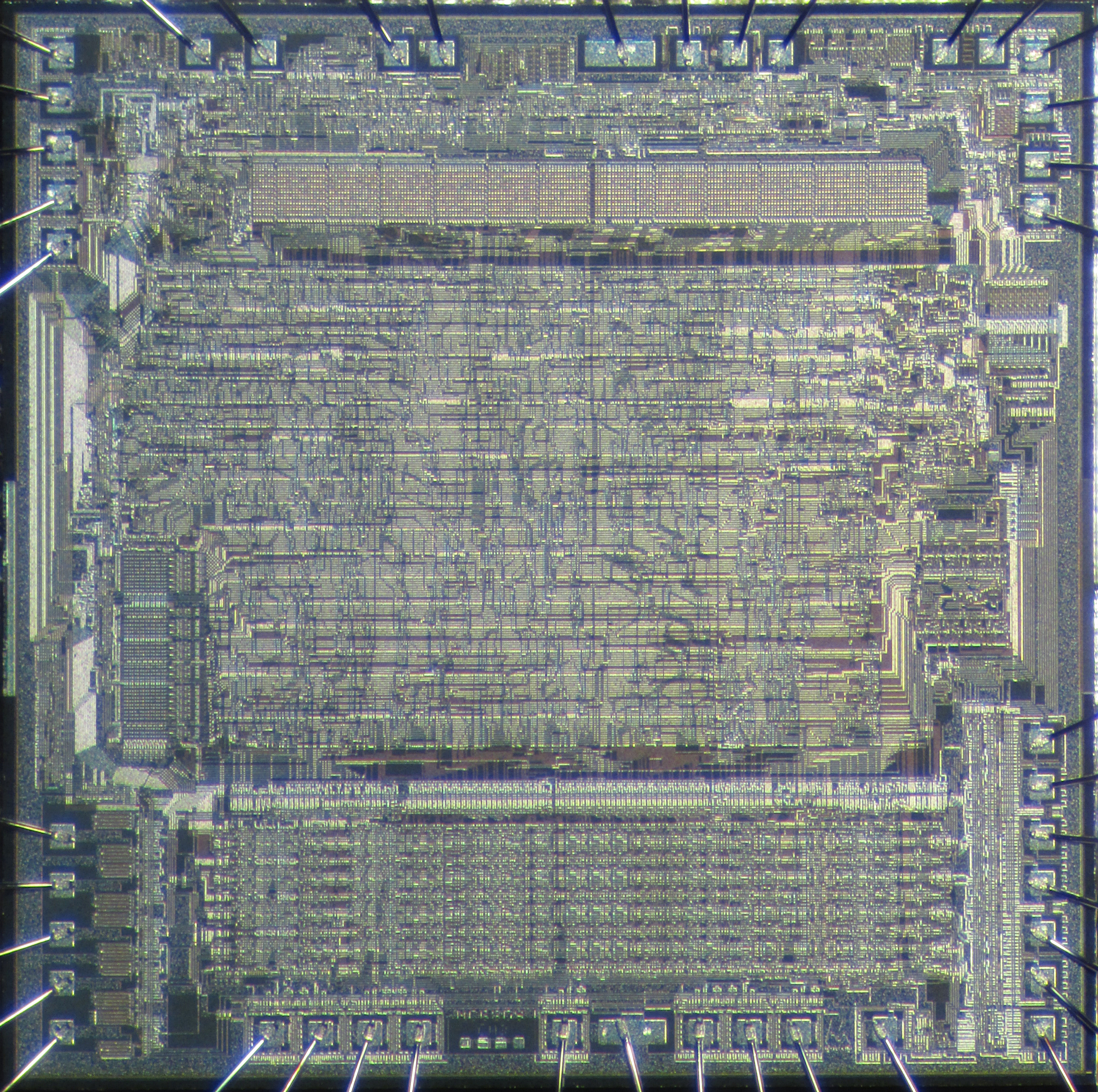
Fotografie čipu mikroprocesoru Motorola 6809 (MC68B09L)

Motorola 6809 je 8bitový mikroprocesor uvedený na trh v roce 1978 vzniklý dalším vývojem úspěšného modelu Motorola 6800. Spojení dvou 8bitových akumulátorů procesoru umožňuje provádět aritmetické operace s daty o šířce až 16 bitů. Nejvyšší taktovací frekvence činí 2 MHz, přičemž taktování zajišťuje vestavěný nebo externí hodinový generátor. Druhá varianta používá písmeno „E“ za označením procesoru. Mikroprocesor 6809 byl dodáván různými výrobci v různých variantách.

## Rozdíly oproti 6800
- Instrukce pro načtení efektivní adresy do registrů a práci s obsahem registrů
- Instrukce pro práci se zásobníkem
- Nový stránkový registr pro zlepšení režimu přímého adresování
- Indexované adresování bylo rozšířeno o nové režimy
- Relativní 16bitové posunutí umožňuje vytváření větších pozičně nezávislých programů
- Aritmetické operace pro 16bitová data

## Použití

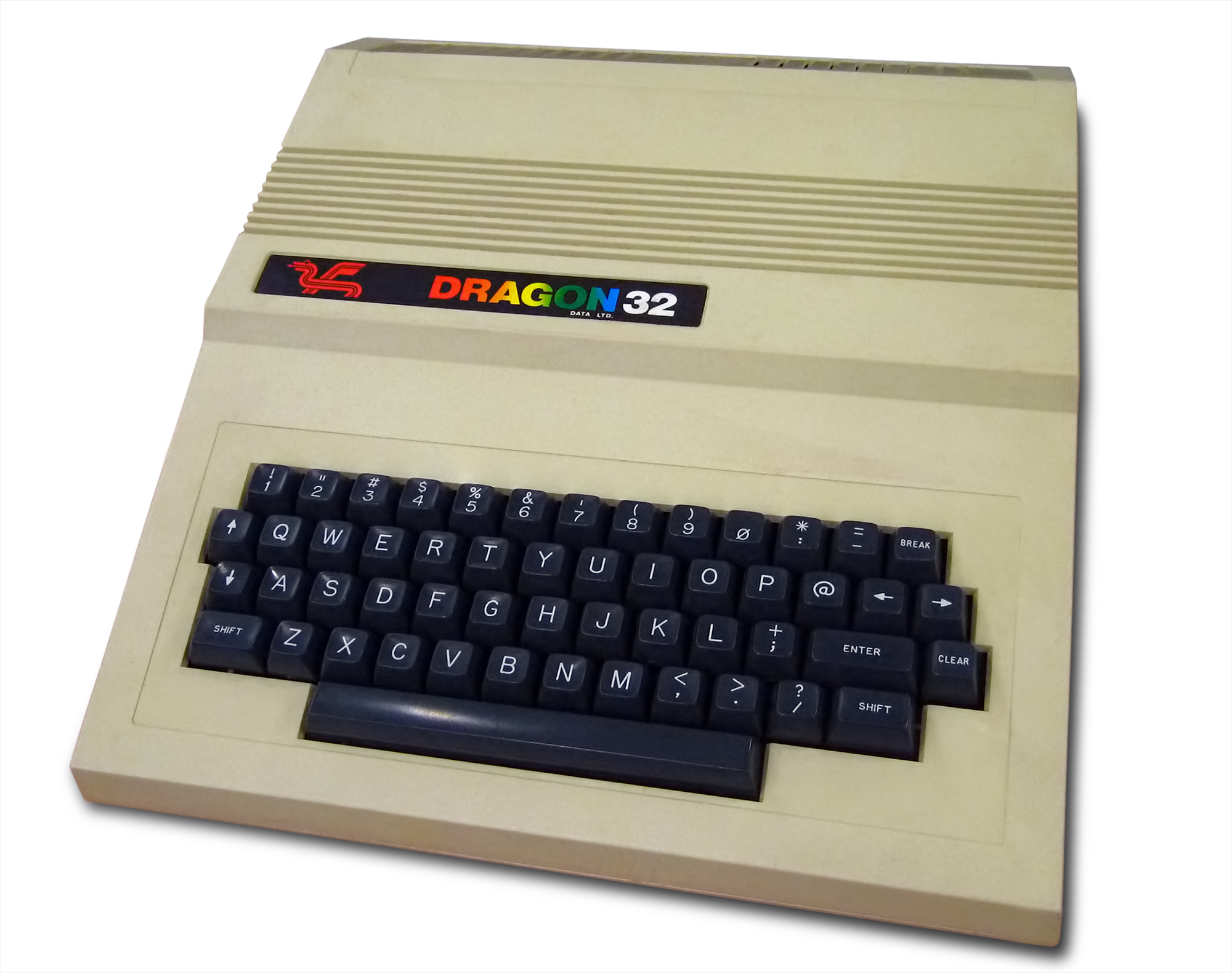
Dragon 32, jeden z domácích počítačů s mikroprocesorem 6809.

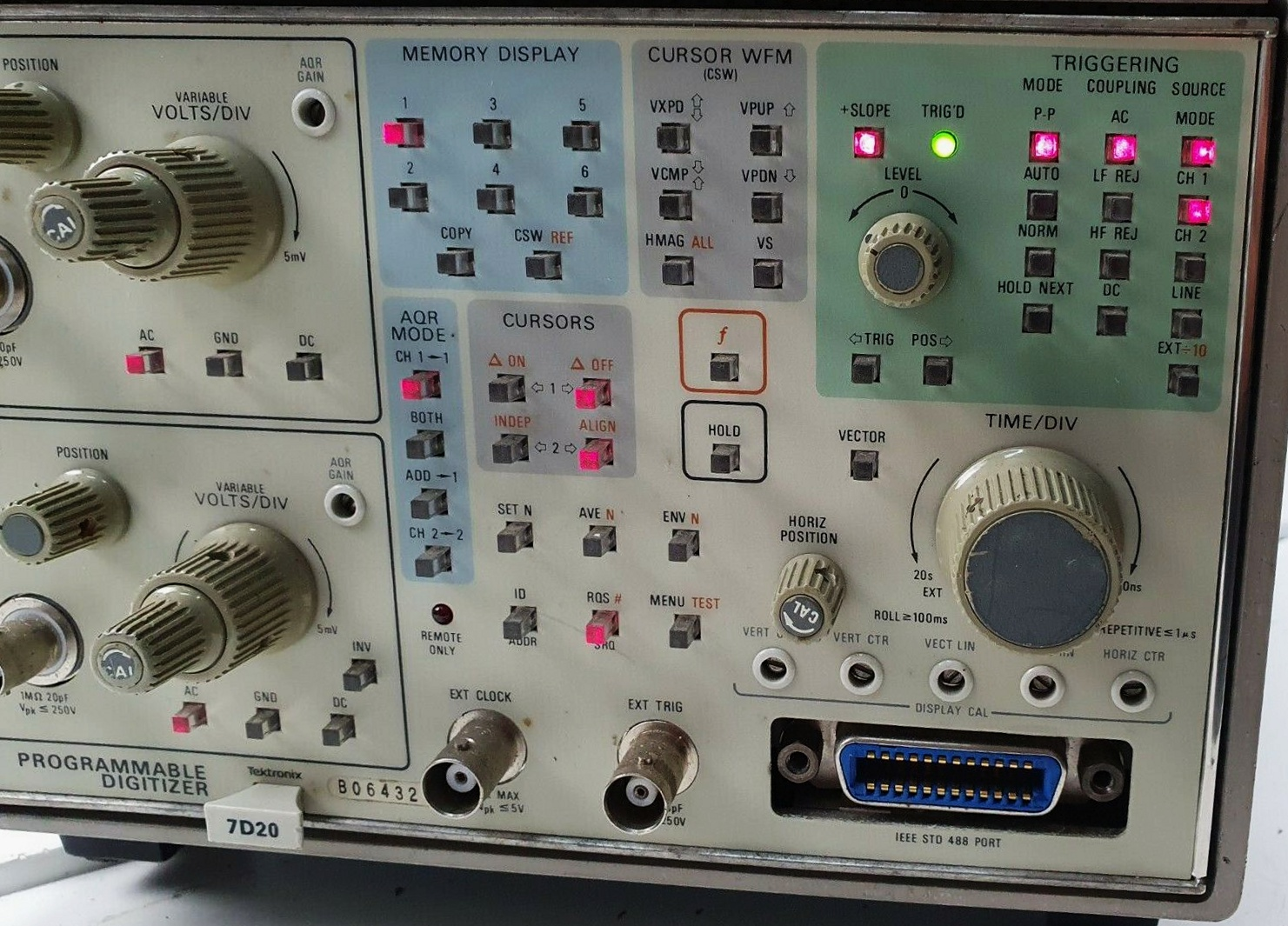
Modul analogově-digitálního převodníku 7D20 pro osciloskopy HP řady 7000 z roku 1983. Modul řízený 68B09 umožňoval vzorkování signálu až do 40 megavzorků/s a je předchůdcem dnešních digitálních paměťových osciloskopů.

Mikroprocesor 6809 byl mimo jiné použit v několika domácích počítačích firmy Dragon Data Ltd. (Dragon 32 a Dragon 64), firmy Thomson (např. TO7 a T08) a firmy Tandy (Tandy TRS-80 Color Computer). Používal se také v automatech pro arkádové hry, většinou jako druhý procesor pro generování zvuku a řízení vstupů. Byl použit také v herní konzoli Vectrex.
Společnost Hewlett-Packard (HP) jej také instalovala jako standardní CPU do obrazovkových měřicích přístrojů, jako jsou logické analyzátory 1630A/1631A, signální generátory 8115A, 8118A a 8175A, osciloskopy 54200/54201A a další měřicí přístroje. Příručky těchto zařízení často obsahují příklady měření a testovacích nastavení s 6809.

## Technická data
- 8bitový mikroprocesor
- Datová sběrnice šířky 8 bitů
- Adresní sběrnice šířky 16 bitů (umožňuje adresovat 64 kB paměti)
- Dva 8bitové datové registry (A a B) použitelné jako jeden 16bitový datový registr (D)
- Dva 16bitové ukazatele zásobníku (S a U)
- Dva 16bitové indexové registry (X a Y)
- Podpora přerušení
- První 8bitový mikroprocesor s instrukcí pro násobení 8×8 bitů → 16 bitů
- 59 strojových instrukcí
- Přibližně 9000 tranzistorů

Procesor byl dodáván v pouzdře DIP/CERDIP se 40 vývody a v pouzdře PLCC se 44 vývody.

## Výrobci a varianty 6809
- AMI American Microsystems, Inc. (dnešní ON Semiconductor) S6809[1], S68A09, S68B09[2]
- od roku 1986: Austria Microsysteme International S6809, S68A09, S68B09[3]
- Fairchild Semiconductor F68B09P
- Fujitsu MBL68B09E
- Hitachi HD68B09
- Motorola MC6809L
- SGS-Thomson EF6809P, EF68B09J